# 原中共中央在津秘密印刷厂遗址
原中共中央在津秘密印刷厂遗址是新民主主义革命时期中国共产党在天津的唯一单位所在地。位于原天津英租界广东道（Canton Road）(现和平区唐山道47号)。该建筑目前是天津市文物保护单位和重点保护等级历史风貌建筑。

## 历史
1928年12月，设立在上海的中央秘密印刷廠被破坏后，中国共产党从上海派毛泽民和夫人钱希均来天津建立地下印刷厂。1929年初，毛泽民带领中央秘密印刷廠部分人员和印刷机器来到天津，并在中共顺直省委的帮助下在天津英租界广东道福安里4号（现唐山道47号）建立了在天津的秘密印刷厂，主要承印中共中央和顺直省委的重要文件。当时，毛泽民化名周韵华，公开身份为华新印刷公司经理。此后，毛泽民又在小白楼先农里5条13号（原24号）设立了中央出版发行部秘密机关，由毛泽民和钱希均开展工作。1931年，毛泽民调离天津，该秘密印刷厂迁移。现为天津市文物保护单位。

## 建筑
中共中央在津秘密印刷厂旧址为一幢一院两厢的二层楼房，建筑所处胡同内有5个出口处。

## 相关链接
- 中共天津地委旧址
- 中共中央北方局旧址
- 中共中央秘密印刷厂旧址